# 硅烷

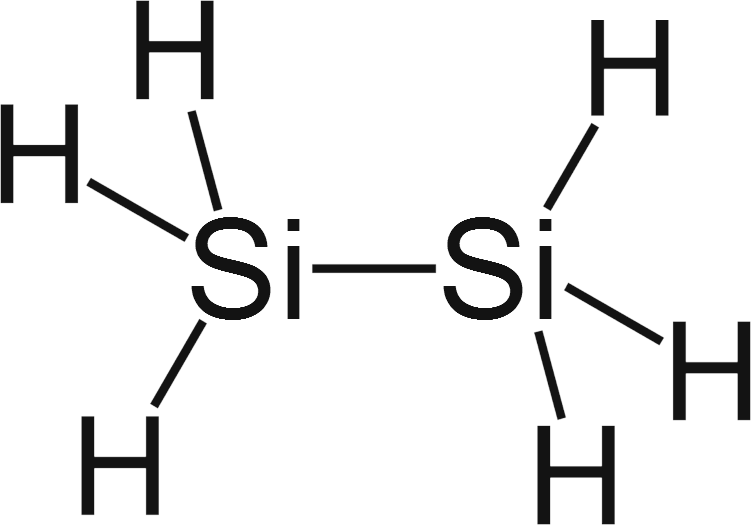
乙硅烷的化学结构，其结构类似于乙烷。

硅烷是指的是碳烷烃的硅取代类似物。构成硅烷烃的是一条硅原子链接形成的主链和以共价键链接在主链上的氢原子。硅烷烃的化学式通式为：SinH2n+2。

## 命名
对硅烷烃的命名有一定之规可以遵循，英文的命名是在silane前面加上表示硅原子数的前缀(di, tri, tetra等等) ，中文的命名规则与碳烷烃非常接近，由十个以内硅原子组成的硅烷按照天干命名，十个以上的则直接用数字命名。按照这样的规则Si2H6的中文名称为乙硅烷，英文名称为“disilane”，Si3H8的中文名称为丙硅烷，英文名称为“trisilane”，而由一个硅构成的硅烷烃，在英文中没有前缀，被称作“silane”而在中文中就被称作硅烷。另外硅烷烃还可以按照无机物的命名规则来命名，如SiH4可以命名为四氢化硅，显然对于由很多硅构成的长链硅烷烃，按照无机物命名是非常繁琐的。
像环烷烃一样，环硅烷烃就是形成环状的硅烷烃。和碳烷烃一样，在硅烷烃中也有可能出现支链结构，SiH3-基团可以命名为硅甲基，Si2H5-的命名为硅乙基，其他硅烷烃基团的命名依此类推，套用碳烷烃中侧链基团的命名方式。

## 稳定性
相比于与之相对应的碳烷烃，硅烷烃的稳定性要差一些，这主要是因为元素矽雖然可以與其他矽原子形成σ键，不過其穩定性不如碳原子之間的σ键；所以C-C键的强度要略强于相应的Si-Si键。一些有機的取代基可以取代矽烷上的氫原子，形成類似烷烃的聚矽烷（polysilane）。另外，由于Si-O键非常稳定，因此氧气很容易使硅烷烃降解。硅烷烃上也可以链接功能基团，这一点也是和碳烷烃非常类似的性质。比如在硅烷烃上链接羟基就会形成硅醇，链接羰基就会形成硅酮等等。

## 硅烷化学式列表
| 碳数 | 名称     | 分子式 | 结构图 |
| ---- | -------- | ------ | ------ |
| 1    | 甲硅烷   | SiH4   |        |
| 2    | 乙硅烷   | Si2H6  |        |
| 3    | 丙硅烷   | Si3H8  |        |
| 4    | 丁硅烷   | Si4H10 |        |
| 4    | 异丁硅烷 | Si4H10 |        |
| 5    | 正戊硅烷 | Si5H12 |        |
| 5    | 环戊硅烷 | Si5H10 |        |

## 应用
硅烷在医学和工业领域有着广泛的应用。